# Ушълу
Ушълу (на китайски: 烏維; на пинин: Wūshīlú) е шанюй на хунну, управлявал в периода 105 – 102 година пр.н.е.

## Живот
Той е син и пряк наследник на шанюя Ууей и изглежда идва на власт в ранна възраст. Цялото му управление преминава в условията на започналата през 133 година пр.н.е. война с империята Хан, с която император Уди се опитва да наложи своята хегемония в източните части на Централна Азия. Ушълу разкрива заговор срещу себе си, организиран от китайците, екзекутира метежниците и разбива китайската армия, изпратена им на помощ.
През 102 година пр.н.е. Ушълу умира и е наследен от своя чичо Сюлиху.